# Smolna (województwo dolnośląskie)
Smolna – wieś w Polsce położona w województwie dolnośląskim, w powiecie oleśnickim, w gminie Oleśnica.

## Podział administracyjny
W latach 1975–1998 miejscowość administracyjnie należała do województwa wrocławskiego.

## Zabytki
Do wojewódzkiego rejestru zabytków wpisany jest:
- kościół parafialny pw. Podwyższenia Krzyża Świętego, z XV w., lata 1852-1854, początek XX w.